# Pasarelas peatonales de Montjuïc
Las pasarelas peatonales de Montjuïc están ubicadas en la avenida de la Reina María Cristina y cruzan sobre la avenida de Rius i Taulet, en el distrito de Sants-Montjuïc, en Barcelona (España). Son el primer eslabón de un sistema de escaleras construidas con motivo de los Juegos Olímpicos para facilitar el acceso a las instalaciones de Montjuïc.

## Historia
Las pasarelas peatonales sobre la avenida Rius i Taulet fueron construidas con motivo de los Juegos Olímpicos de 1992 para facilitar el acceso de los peatones a las instalaciones de Montjuïc.
La estructura se había ido convirtiendo en más necesaria a medida que la importancia de la Feria de Barcelona aumentaba. Para llegar a ella, los peatones deban cruzar la barrera de la Avenida, por lo que esta estructura debía ser elevada. Antes de su construcción, había cierta preocupación por el impacto negativo que las pasarelas podían causar: alrededor de ellas iba a haber el Palacio Nacional a lo alto de Montjuïc, la fuente Mágica de Montjuic y la avenida María Cristina, lugares que habían sido base de la Exposición Universal de Barcelona en 1929. Es por ello que su proyecto se fue retrasando hasta convertirse en inevitable con tal de acceder al Anillo Olímpico.
Su diseño tenía que ser discreto para no ganar protagonismo frente a todas las estructuras emblemáticas que se erigan a su alrededor y que constituan la imagen de Barcelona. Así pues, se debía salvar la luz de la Avenida de la forma más elegante posible.
Todo ello constituía un reto, ya que también debía tenerse en cuenta que durante los Juegos y en momentos en que las ferias estuviesen muy concurridas la ocupación de peatones encima de las pasarelas sería muy elevada, por lo que su diseño tendría que resistir los esfuerzos de esta carga, y dar a la vez sensación de seguridad a los peatones (para evitar casos como el que ocurrió en Londres en 2000 con el Millenium Bridge). Además, se podía pensar una manera de canalizar el flujo de gente con tal de no crear situaciones en que el cruzar de un lado a otro de la Avenida resultase complicado a causa de peatones andando en direcciones opuestas.

## Proyecto
La utilización, por primera vez en España de hormigón de alta resistencia (80 MPa), el uso de postensado y la singular tipología estructural elegida ha permitido la construcción de unas pasarelas de hormigón visto muy esbeltas, totalmente integradas en un entorno de alto valor arquitectónico.

## Características técnicas[2]
Cada una de las pasarelas está formada por la macla de dos planos: uno vertical, de 0,80 m de espesor, con un hueco de 32x5 m para paso del tráfico bajo la estructura y otro horizontal de 7,30 m de anchura, de sección escalonada, con un canto máximo de 0,42 m y mínimo de 0,14 m.
Así resulta una sección estructural constituida por una “T” invertida con un canto total de 1,42 m cuyo nervio central de 0,80 m de ancho emerge 1 m sobre la losa; esto permite rebajar la cota de la losa y consiguientemente el desnivel a salvar por los tramos de escaleras. El dintel de la pasarela fue postensado por medio de tres tendones de 31 cables de 0,6 pulgadas de acero superestabilizado tipo 270 k que se tesaron con una fuerza inicial de 660 T cada uno. Por razones de espacio, uno de los anclajes quedó visto, aunque curiosamente protegido.
Las cargas se transfieren desde los voladizos por flexión transversal al nervio central de hormigón, que flexiona longitudinalmente y transfiere las cargas a los apoyos. Teniendo en cuenta la reducida área del nervio central, se planteó un esquema estructural hiperestático compuesto por un tablero con un apoyo empotrado en el lado de plaza España y otro simplemente apoyado en el lado de la Fuente Mágica.
De esta forma se redujeron los esfuerzos en el vano y su deformación. No obstante, la compresión a la que estaba sometida el nervio central de la sección seguía siendo muy importante con lo que se decidió hacer uso de hormigón de alta resistencia, HP-80, así como el mencionado sistema de pretensado, el diseño del cual estaba muy condicionado por la escasa anchura del nervio, que limitaba el número de tendones. 
El apoyo simple se diseñó empotrando la pasarela a un tabique de hormigón que, por su delgadez, aseguraba una suficiente flexibilidad. En cambio, el apoyo empotrado se consiguió prolongando 4 metros los vanos de las pasarelas a lo largo del muro vertical de hormigón, asegurando así la transferencia de las compresiones generadas por el momento de empotramiento a la cimentación. El muro de hormigón, de 20 metros de longitud, sirvió también para anclar las escaleras de acceso a la pasarela.
Estructuralmente se comporta como una viga de gran canto.
Como que el hormigón de alta resistencia es un material muy poco dúctil, se requería que la estructura, bajo el Estado Límite Último, sí tuviera un comportamiento dúctil. Concretamente era necesario que la sección en el empotramiento fuera más dúctil que la sección en el vano ya que éste está sometido a mayores esfuerzos. La sección en T invertida asegura una gran ductilidad del apoyo empotrado ya que en este punto se cuenta con una gran cabeza de compresión, formada por los voladizos y la parte inferior del nervio, que permite que la estructura rompa de forma dúctil por el agotamiento de las armaduras activa y pasiva.
Un factor importante a tener en cuenta es la redistribución de momentos de la sección de empotramiento a la sección de vano; que en el caso de la sección en T invertida es muy baja. También es clave la influencia de los efectos de los gradientes de temperatura, fluencia, retracción y posibles asientos diferenciales. Gracias a la ductilidad del empotramiento estos efectos se pueden despreciar.
Finalmente, cabe decir que en el Estado Límite de Servicio el funcionamiento del pretensado sería más eficiente si la sección fuera en T y no en T invertida ya que la excentricidad de los cables en el vano sería mucho mayor incrementando la diferencia entre el momento isostático y el hiperestático. No obstante, el comportamiento en ELU de las pasarelas con una sección en T es mucho peor, ya que romperían de forma frágil (la gran cabeza de compresión estaría en el vano y no en el empotramiento), además de tener inconvenientes a nivel funcional (se reduciría el gálibo, se vería el nervio desde la calle, etc.).